# Stockton (Maryland)
Stockton es un lugar designado por el censo ubicado en el condado de Worcester en el estado estadounidense de Maryland. En el Censo de 2010 tenía una población de 92 habitantes y una densidad poblacional de 20,83 personas por km².

## Geografía
Stockton se encuentra ubicado en las coordenadas 38°3′55″N 75°24′30″O / 38.06528, -75.40833. Según la Oficina del Censo de los Estados Unidos, Stockton tiene una superficie total de 4.42 km², de la cual 4.41 km² corresponden a tierra firme y (0.23%) 0.01 km² es agua.

## Demografía
Según el censo de 2010, había 92 personas residiendo en Stockton. La densidad de población era de 20,83 hab./km². De los 92 habitantes, Stockton estaba compuesto por el 67.39% blancos, el 25% eran afroamericanos, el 0% eran amerindios, el 1.09% eran asiáticos, el 0% eran isleños del Pacífico, el 4.35% eran de otras razas y el 2.17% pertenecían a dos o más razas. Del total de la población el 4.35% eran hispanos o latinos de cualquier raza.